# 环加州自行车赛
环加州自行车赛（英語：Tour of California）是在美国加利福利亚州进行的一年一度的多日公路自行车赛，于2006年—2019年举办，其中2006年—2009年在二月举办，2010年起改到五月举办。环加州由美国生物制药公司安进赞助，在停办前是北美级别最高、规模最大的公路自行车赛。
经典赛事是从加利福尼亚州北部的内华达山脉开始，穿过红木森林、加利福尼亚州的酒乡和太平洋海岸，最后在加利福尼亚州南部结束。 2009 年的比赛从默塞德穿越中央山谷到达弗雷斯诺，途中经过内华达山脉山麓，然后穿越海岸。

## 历史
首届环加州自行车赛于2006年举行，有8支欧洲车队和8支美国车队共计16支车队参赛。首届赛事从旧金山出发，沿着太平洋海岸一直向南到达南加州，赛事总监吉姆·比雷尔表示“每个赛段都是一张加州的明信片”。首届赛事取得成功，比赛观众达120万人。
2009年的第四届环加州赛事上，车手首次通过金门大桥。
2010年起，赛事从2月移到5月进行，更温暖的天气让內華達山脈和太浩湖等地的赛段变成可能。尽管日程上会和环意自行车赛冲突，但不少环法车手不会竞争环意，使得环加州成为环法车手良好的备战赛事。
2011年的赛事在南太浩湖发车，但当日下起大雪导致比赛取消，全程从8个赛段缩减为7个赛段。
2015年，增设了环加州女子自行车赛。
2017年，赛事升级为国际自行车联盟（UCI）最高级别的世界巡迴賽，为美国首次举办世界巡回赛。
2018年起，赛事为男子/女子组车手提供等额奖金，并取消领奖台上的女礼仪员和亲吻仪式。
2019年10月，赛事宣布基于商业考量，将从次年起停办，未有重启计划。

## 历届冠军

### 男子组
| 年份 | 冠军                        | 车队         |
| ---- | --------------------------- | ------------ |
| 2006 | 弗洛伊德·兰迪斯（美国）     | 峰力         |
| 2007 | 利瓦伊·莱法伊默（美国）     | 探索频道     |
| 2008 | 利瓦伊·莱法伊默（美国）     | 阿斯塔納     |
| 2009 | 利瓦伊·莱法伊默（美国）     | 阿斯塔納     |
| 2010 | 迈克尔·罗杰斯（澳大利亚）   | HTC-哥伦比亚 |
| 2011 | 克里斯·霍纳（美国）         | RadioShack   |
| 2012 | 罗伯特·格辛克（荷兰）       | 拉波银行     |
| 2013 | 特亚伊·范哈尔德伦（美国）   | BMC          |
| 2014 | 布拉德利·威金斯（英国）     | 天空         |
| 2015 | 彼得·萨甘（斯洛伐克）       | 京科夫-盛宝  |
| 2016 | 朱利安·阿拉菲利普（法國）   | Etixx-快步   |
| 2017 | 乔治·贝内特（新西兰）       | 乐透-珍宝    |
| 2018 | 伊根·贝尔纳尔（哥伦比亚）   | 天空         |
| 2019 | 塔代伊·波加查（斯洛文尼亚） | 阿聯酋航空   |

### 女子组
| 年份 | 冠军                    | 车队          |
| ---- | ----------------------- | ------------- |
| 2015 | 特丽西·沃拉克（德国）   | Velocio–SRAM  |
| 2016 | 梅甘·瓜尔尼尔（美国）   | Boels–Dolmans |
| 2017 | 安娜·范德布雷亨（荷兰） | Boels–Dolmans |
| 2018 | 凯蒂·霍尔（美国）       | 联合健康保险  |
| 2019 | 安娜·范德布雷亨（荷兰） | Boels–Dolmans |